# Obiecana ziemia
Obiecana ziemia – wydany w 2000 roku, drugi album łódzkiej grupy hip-hopowej Thinkadelic.
W 2000 roku album uzyskał nominację do nagrody polskiego przemysłu fonograficznego Fryderyka w kategorii „najlepszy album rap/hip-hop”.

## Lista utworów
1. Intro (To jest dla was)
2. Teraz nadaje
3. Pokaż się/Raqskit
4. Błahostki, ciekawostki
5. Poczekaj a zobaczysz
6. Wszystko będzie dobrze, dobrze/Seniorskit
7. Obiecana Ziemia II
8. Seniorita
9. Ramię w ramię/Redskit
10. Miasta, miasteczka
11. Zarobię trochę
12. Codziennie nowy świat/Nitkaskit
13. Rozdaj miłość
14. Która jest godzina?
15. Za głęboko?/Spinskit